# Armando Cabrera
Armando Cabrera (* 13. März 1921 in Santiago de los Caballeros) ist ein dominikanischer Komponist.
Der musikalische Autodidakt Cabrera gewann bereits als Jugendlicher als Liedbegleiter auf der Gitarre einen Rundfunkwettbewerb. In den 1940er Jahren bildete er mit Alcibiades Sánchez und Pedro Ureña das Trio Trovadores Modernos. Beim Sender La Voz del Yuna (später La Voz Dominicana) trat er mit dem Trio Azteca (mit Emilio Cabucia und Emilio Castillo) auf.
Bekannt wurde Cabrera als Komponist von Boleros wie Veneno, den das Sexteto Flores, später Rafael Colón und Marcelino Plácido aufnahmen, und Amor y odio y Ella. Seine berühmteste Komposition war der Bolero Tú me haces falta, der von Sängern wie José Feliciano, Tania Libertad und Panchito Riset aufgenommen wurde. 1988 gründete Cabrera mit Carlos Vargas und El Niño Peña das Trio Los Tres.